# (2784) Domeyko
(2784) Domeyko es un asteroide perteneciente al cinturón de asteroides descubierto por Carlos Torres desde la estación de Cerro El Roble, Chile, el 15 de abril de 1975.

## Designación y nombre
Domeyko fue designado inicialmente como 1975 GA.
Más tarde se nombró en honor del químico y mineralólogo chileno de origen polaco Ignacio Domeyko (1802-1889).

## Características orbitales
Domeyko orbita a una distancia media de 2,243 ua del Sol, pudiendo alejarse hasta 2,631 ua y acercarse hasta 1,854 ua. Su excentricidad es 0,1733 y la inclinación orbital 6,695°. Emplea 1227 días en completar una órbita alrededor del Sol.